# ملعب ريساكادا
ملعب أديربال راموس دا سيلفا (Estádio Aderbal Ramos da Silva) والمعروف بـ ملعب ريساكادا (Estádio da Ressacada)، ملعب كرة قدم في فلوريانوبوليس، سانتا كاتارينا، البرازيل. تم افتتاحه في 15 نوفمبر 1983 بسعة قصوى تبلغ حوالي 19,000 شخص. الملعب مملوك لنادي أفاي . سُمي الملعب بهذا الاسم رسميًا لتكريم أديربال راموس دا سيلفا (1911-1985)، الذي كان رئيسًا لاتحاد كرة القدم في سانتا كاتارينا وكان أيضًا حاكم الولاية.
لُعبت عدة مباريات للمنتخب البرازيلي، وكذلك المنتخب البرازيلي الأولمبي على ملعب ريساكادا.